# Kovalevskiella
Kovalevskiella là một chi thực vật có hoa trong họ Cúc (Asteraceae).

## Loài
Chi Kovalevskiella gồm các loài: